# Venkarai
Venkarai é uma panchayat (vila) no distrito de Namakkal, no estado indiano de Tamil Nadu.

## Demografia
Segundo o censo de 2001, Venkarai tinha uma população de 13,447 habitantes. Os indivíduos do sexo masculino constituem 50% da população e os do sexo feminino 50%. Venkarai tem uma taxa de literacia de 66%, superior à média nacional de 59.5%: a literacia no sexo masculino é de 75% e no sexo feminino é de 56%. Em Venkarai, 9% da população está abaixo dos 6 anos de idade.